# 美英荷澳司令部
美英荷澳司令部（英語：American-British-Dutch-Australian Command，常縮寫為「ABDACOM」）是第二次世界大战太平洋战争初期，同盟國於東南亞戰區設置的聯合司令部，負責指揮該區的所有部隊，司令為英軍將領阿奇博爾德·韋維爾，主要目標是維護「馬來亞屏障」（Malay Barrier），以從新加坡沿著荷屬東印度群島最南端的一系列島嶼構築的防線之安全。然而在實務上，「美英荷澳司令部」可說是相當失敗，組織難以整合，司令部只得將指揮權下放至各區地方司令員，形成各自為戰的局面，最終為日軍各個擊破，本司令部僅維持數星期即解體，也成了日後同盟國再次組織多國指揮機構時用於參考的失敗案例。

## 設立
「美英荷澳司令部」於1941年12月7日太平洋戰爭爆發後，在「阿卡迪亞會議」上正式確立。12月29日，英國首相溫斯頓·邱吉爾宣佈由阿奇博爾德·韋維爾擔任這個新任司令部的總司令。1942年1月1日，「美英荷澳司令部」正式成立，其權責範圍廣大但軍力分散，西起緬甸西部，東至的荷屬新幾內亞、菲律賓，甚至印度與夏威夷也包括在內，然而有許多戰區實際上由當地指揮官全權處置，如道格拉斯·麥克阿瑟將軍就實際上完全控制了菲律賓的所有盟軍部隊。另外在韋維爾個人的堅持下，澳大利亞北部的西半部也被劃進了「美英荷澳司令部」的負責區域，而該國其他地區則由其本國所控制，巴布亚新几内亚亦為如此。
「美英荷澳司令部」的主要戰略目標是維護「馬來亞屏障」（Malay Barrier），守住新加坡沿著荷屬東印度群島由島嶼構成的防線，令盟軍於印度洋以及西南方通往澳洲的航線得以安全暢通，然而這個任務極度困難，日軍在西太平洋的海軍實力非常強大，遠非盟軍所及。由多國組成的盟軍聯合司令部協調也困難重重，四國部隊並未一起訓練過，裝備差異、語言不通，且各國政府戰略順位有別，英國極盡所能地控制住新加坡、荷屬東印度因母國於1940年被德軍佔領，其軍事能力嚴重下降，只得專注保住殖民地中最重要的爪哇島、澳大利亞政府將重心放在北非和歐洲的戰事，並無多少可用的軍事資源、美國則僅注重於菲律賓。

## 作戰
「美英荷澳司令部」初期曾在1942年1月24日的巴厘巴板戰役取得部份的成功，破壞了日軍6艘登陸艇，但仍未能完全制止其登陸攻佔婆羅洲的油田。隨著日軍在東南亞各地的勝利，「美英荷澳司令部」已陷入癱瘓。2月15日，在司令部所在的新加坡被日軍攻陷後，「美英荷澳司令部」已喪失作用，一週後宣佈解散。1942年2月25日，韋維爾辭去司令官職務，重返之前的英屬印度陸軍總司令職位，辭行前還建議盟軍將本司令部拆分為涵蓋緬甸的「印度司令部」和「西南太平洋指揮部」。
1942年2月27日，日軍與盟軍艦隊於爪哇海進行海戰，盟軍艦隊被全殲，「美英荷澳司令部」的海軍力量已基本喪失。在日本收縮菲律賓殘餘盟軍集團的包圍圈時，美國命令麥克阿瑟撤至澳洲，3月17日，美國政府任命麥克阿瑟為西南太平洋地區司令，該單位除了目前已被日本所控制的東南亞地區外，還包括澳大利亞和新幾內亞。其餘區域部分則劃為「太平洋戰區」，由海軍太平洋艦隊總司令切斯特·尼米茲指揮。
「美英荷澳司令部」在軍事方面最成功的成就可能是自2月19日日軍登陸帝汶島後，於當地組織荷蘭和澳洲步兵發動為期一年的游擊戰。

## 組織序列
- 總司令：阿奇博爾德·韋維爾上將（英國陸軍）
- 副司令：喬治·布雷特（英语：George Brett (military)）中將（美國陸軍航空軍）[2]
- 參謀長：亨利·羅狄斯·包納爾（英语：Henry Royds Pownall）中將（英國陸軍）[3]

陸軍（ABDARM）
- 陸軍（ABDA Land）總司令：海因·德波登中將（荷屬東印度皇家陸軍（英语：Royal Netherlands East Indies Army）），兼任荷屬東印度陸軍總司令[4]
  - 陸軍副司令兼參謀長：伊恩·普雷菲爾（英语：Ian Playfair）（英國陸軍）[5]
  - 駐緬甸英軍司令：湯瑪斯·雅各布·赫頓（英语：Thomas Jacomb Hutton）少將（英國陸軍）
  - 澳大利亞第7軍區（英语：7th Military District (Australia)）司令：大衛·瓦倫丁·賈丁·布萊克（英语：David Valentine Jardine Blake）少將
  - 馬來亞司令部：白思華中將（英國陸軍）[6]
- 駐菲律賓盟軍總司令：道格拉斯·麥克阿瑟上將（美國陸軍），僅名義上隸屬本司令部

空軍（ABDAIR）
- 空軍（ABDA Air）總司令：理查·皮爾斯（英语：Richard Peirse）空軍中將（英國皇家空軍）[7]
  - 空軍副司令兼參謀長：刘易斯·H·布里尔顿空軍少將（美國空軍）[8]
    - 駐爪哇英國皇家空軍司令：保羅·科佩蘭德·馬爾特比（英语：Paul Copeland Maltby）空軍少將（英國皇家空軍）[9]
    - 皇家空軍緬甸司令部（北部集群，NORGROUP）：唐納德·法斯肯·史蒂文森（英语：Donald Fasken Stevenson）空軍少將（英國皇家空軍）
    - 皇家空軍馬來西亞與北蘇門答臘司令部（西部集群，WESGROUP）：康威·瓦爾特·希勒·波佛特（英语：Conway Walter Heath Pulford）空軍少將（英國皇家空軍）[10]
    - 司令員不明，隸屬荷屬東印度皇家陸軍航空兵（英语：Royal Netherlands East Indies Army Air Force），負責南蘇門答臘與爪哇島西部（中部集群，CENGROUP），於1942年2月22日併入東部集群（EASGROUP）
    - 司令員不明，隸屬美國陸軍航空軍，負責爪哇島東部（東部集群），於1942年2月22日併入中部集群
    - 魯道夫·范奧恩（英语：Ludolph van Oyen）少將（隸屬荷屬東印度皇家陸軍航空兵）[11]，於2月22日後接掌爪哇島的盟軍空軍指揮權[12]
    - 偵查集群（RECGROUP）：格拉德·吉加伯特·波祖瓦（Gerard Gijsbert Bozuwa）海軍上校（荷蘭皇家海軍）
      - 偵查集群副司令：法蘭克·D·瓦格納（英语：Frank D. Wagner (United States Navy)）上校（美國海軍），指揮荷屬東印度皇家海軍航空兵（英语：Royal Netherlands Naval Air Service）的飛艇、美國海軍偵查部隊、英國皇家空軍的第205中隊（英语：No. 205 Squadron RAF）[13]

    - 西北戰區司令部（英语：North-Western Area Command (RAAF)）司令：道格拉斯·威爾森（英语：Douglas Wilson (aviator)）空軍准將（澳大利亞皇家空軍），指揮澳大利亞集群（AUSGROUP），負責西北澳大利亞、馬魯古海和荷屬新幾內亞

海軍 （英美荷澳艦隊，ABDAFLOAT）
- 總司令：托馬斯·C·哈特海軍上將（美國海軍），指揮至1942年2月12日[14]
- 康拉德·海夫里奇（英语：Conrad Helfrich）海軍中將（荷蘭皇家海軍），於1942年2月12日接掌總司令職務[15]
  - 副司令：亞瑟·弗朗西斯·埃里克·派勒澤（英语：Arthur Palliser）海軍少將（英國皇家海軍）[16]
    - 美國海軍司令：威廉·亞歷山大·格拉斯福德（英语：William A. Glassford）海軍少將（美國海軍）[17]
    - 荷蘭海軍司令：約翰·范斯塔福倫（英语：Johan van Staveren）海軍少將（荷蘭皇家海軍）[18]
    - 英澳海軍司令：約翰·奧古斯丁·柯林斯（英语：John Augustine Collins）海軍准將（澳大利亞皇家海軍）[19]

## 資料來源
1. ↑  L, Klemen. . Forgotten Campaign: The Dutch East Indies Campaign 1941–1942. 1999–2000  [2019-09-03]. （原始内容存档于2019-09-03）.
2. ↑  L, Klemen. . Forgotten Campaign: The Dutch East Indies Campaign 1941–1942. 1999–2000  [2019-09-03]. （原始内容存档于2012-05-22）.
3. ↑  L, Klemen. . Forgotten Campaign: The Dutch East Indies Campaign 1941–1942. 1999–2000  [2011-06-17]. （原始内容存档于2012-03-25）.
4. ↑  L, Klemen. . Forgotten Campaign: The Dutch East Indies Campaign 1941–1942. 1999–2000  [2011-06-17]. （原始内容存档于2012-07-17）.
5. ↑  L, Klemen. . Forgotten Campaign: The Dutch East Indies Campaign 1941–1942. 1999–2000  [2019-09-03]. （原始内容存档于2012-03-10）.
6. ↑  L, Klemen. . Forgotten Campaign: The Dutch East Indies Campaign 1941–1942. 1999–2000. （原始内容存档于2011-09-24）.
7. ↑  L, Klemen. . Forgotten Campaign: The Dutch East Indies Campaign 1941–1942. 1999–2000  [2019-09-03]. （原始内容存档于2020-01-11）.
8. ↑  L, Klemen. . Forgotten Campaign: The Dutch East Indies Campaign 1941–1942. 1999–2000  [2019-09-03]. （原始内容存档于2012-05-22）.
9. ↑  L, Klemen. . Forgotten Campaign: The Dutch East Indies Campaign 1941–1942. 1999–2000  [2011-06-17]. （原始内容存档于2012-03-25）.
10. ↑  L, Klemen. . Forgotten Campaign: The Dutch East Indies Campaign 1941–1942. 1999–2000  [2011-06-17]. （原始内容存档于2012-12-03）.
11. ↑  Klemen, L. . Dutch East Indies Campaign website. 1999–2000  [2019-09-03]. （原始内容存档于2019-09-01）.
12. ↑  . unithistories.com.   [26 July 2016]. （原始内容存档于2020-06-02）.
13. ↑  Cdr. L. B. Dorny, USN (ret.) Bosscher, Koninklike Marine; War Diary, Commander Aircraft Asiatic Fleet/Patrol Wing Ten.
14. ↑  L, Klemen. . Forgotten Campaign: The Dutch East Indies Campaign 1941–1942. 1999–2000  [2019-09-03]. （原始内容存档于2012-12-04）.
15. ↑  L, Klemen. . Forgotten Campaign: The Dutch East Indies Campaign 1941–1942. 1999–2000. （原始内容存档于2011-07-26）.
16. ↑  L, Klemen. . Forgotten Campaign: The Dutch East Indies Campaign 1941–1942. 1999–2000  [2019-09-03]. （原始内容存档于2019-09-01）.
17. ↑  L, Klemen. . Forgotten Campaign: The Dutch East Indies Campaign 1941–1942. 1999–2000  [2019-09-03]. （原始内容存档于2012-05-22）.
18. ↑  L, Klemen. . Forgotten Campaign: The Dutch East Indies Campaign 1941–1942. 1999–2000  [2019-09-03]. （原始内容存档于2019-09-01）.
19. ↑  L, Klemen. . Forgotten Campaign: The Dutch East Indies Campaign 1941–1942. 1999–2000  [2019-09-03]. （原始内容存档于2017-11-20）.